# Дуго Поље (Модрича)
Дуго Поље је насељено мјесто у општини Модрича, Република Српска, БиХ. Према попису становништва из 1991. у насељу је живјело 1.596 становника. Према резултату пописа из 2013. године у Дугом Пољу живи 994 становник.

## Географија
Смјештено на централном дијелу Вучјака и његовим обронцима све до саме обале ријеке Босне. Чине га четири засеока: Доњани, Варош, Кутловац и Бетиња.

## Становништво
| Националност style="text-align:center;" \| 2013. | 1991.          | 1981.          | 1971.          | 1961. |
| Срби                                             | 1.560 (97,74%) | 1.745 (97,05%) | 1.901 (99,11%) |       |
| Југословени                                      | 15 (0,93%)     | 34 (1,89%)     |                |       |
| Хрвати                                           | 10 (0,62%)     | 8 (0,44%)      | 6 (0,31%)      |       |
| Муслимани                                        | 1 (0,06%)      |                | 2 (0,10%)      |       |
| остали и непознато                               | 10 (0,62%)     | 11 (0,61%)     | 9 (0,46%)      |       |
| Укупно                                           | 1.596          | 1.798          | 1.918          |       |

| Демографија | Демографија | Демографија |
| Година      | Становника  | Становника  |
| ----------- | ----------- | ----------- |
| 1948.       | 1.803       |             |
| 1953.       | 1.952       |             |
| 1961.       | 2.013       |             |
| 1971.       | 1.918       |             |
| 1981.       | 1.798       |             |
| 1991.       | 1.592       |             |
| 2013.       | 1.084       |             |